# Louis Crayton
Louis Crayton (* 26. Oktober 1977 in Monrovia, Liberia) ist ein ehemaliger liberianisch-schweizer Fussballspieler.

## Vereine
Seine erste Station war der liberianische Fussballverein St. Joseph Warriors, ehe er 1997 zum FC Luzern wechselte. Anschliessend wechselte er ein Jahr später zum Grasshopper Club Zürich. Nach zwei Jahren dort verbrachte er die nächsten Jahre bei verschiedenen Vereinen in der Schweiz, mit dem FC Basel wurde er 2008 Meister und Pokalsieger.
2008 wechselte er von dort in die Major League Soccer zu D.C. United. Aufgrund einer Verletzung und seines relativen hohen Gehalts wurde sein Vertrag nach der Saison 2009 aufgelöst. Zur Saison 2010 wechselte er zum Minnesota Stars FC in die USSF D2 Pro League, wo er sich bereits in der ersten Partie das Kreuzband riss, danach kein Spiel mehr für den Klub machte und seine Karriere beendete.

## Nationalmannschaft
Sein erstes A-Länderspiel für Liberia absolvierte er gegen Tunesien in einem Qualifikationsspiel für die Fussball-Afrikameisterschaft 2000. Lange Zeit war er Kapitän der Mannschaft, bevor er 2008 nach insgesamt 36 Partien seinen Rücktritt aus der Nationalmannschaft bekannt gab.

## Erfolge
- Schweizer Meister: 2008
- Schweizer Pokalsieger: 2008
- Lamar Hunt U.S. Open Cup: 2008

## Trainer
Ab dem Sommer 2012 war er zusammen mit Thomas Hauser beim BSC Old Boys Basel als Jugendtrainer der U-14-Mannschaft tätig.